# Hélvio Moreira dos Santos
Hélvio Moreira dos Santos foi um político brasileiro do estado de Minas Gerais. Foi deputado estadual em Minas Gerais durante o período de 1959 a 1963 (4ª legislatura) pelo PTB.